# 布哈拉號船難紀念碑
布哈拉號船難紀念碑，又稱英輪沈船紀念碑，是一座位於臺灣澎湖縣白沙鄉姑婆嶼的紀念碑，用於紀念1892年英國客輪布哈拉號沈沒事故殉難者而設立。該紀念碑為澎湖列島至今年代最久遠的海難紀念碑。

## 沿革

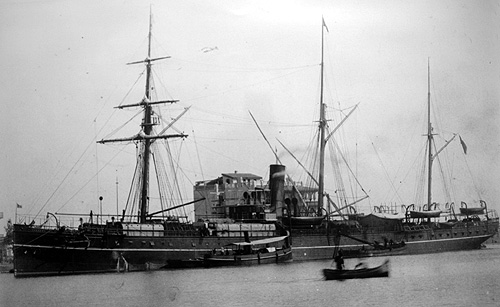
1880年代停泊於英國的布哈拉號。

布哈拉號（SS Bokhara）是一艘屬於鐵行輪船公司的大型商船，該船總重2.948噸，船長111.25公尺，1892年10月8日，布哈拉號從上海市載貨前往香港，隨後開往科倫坡和孟買，該船隻共載有173人，包括參加國際板球比賽後將返回故鄉的香港板球男子代表隊13人，以及載運絲綢、茶葉和重達1500噸的雜貨。
然而，該船隻於10月9日途經臺灣海峽時遭遇颱風。船長查爾斯·薩姆斯（Charles Sams）注意到船上的氣壓計出現異常變化，使船隻氣壓急降，當晚10時，薩姆斯召集所有船員進行緊急會議，下令用木板固定上層甲板的艙門，並拆除或固定所有船帆，凌晨1時45分，副船長賈爾斯·普里凱特（Giles Prickett）報告一切安全，薩姆斯正試圖改變船隻的航向。他認為颱風會穿過臺灣海峽，並在廈門附近登陸。不幸的是，颱風的路徑改變並繞過西岸。薩姆斯預期的漂流方向應該是向西南偏西，但實際上卻直接朝著澎湖群島的南方和西南方漂流。風勢在10月10日變得更加強烈，船舶在海上劇烈搖晃，除了船上的救生艇被摧毀，甲板上的船屋也遭到損壞。導致船隻羅盤和水錶受損，無法辨別方向和船舶狀況。
晚上10點，三個巨大的海浪摧毀了引擎室和鍋爐室的天窗，並成鍋爐室損壞。工程師們努力重新啟動鍋爐以生成蒸汽，大約在11點40分左右，船橋值班人員注意到布哈拉號距離陸地僅有百碼遠。11點45分，船舶在姑婆嶼附近觸礁，其中第二次撞擊導致右舷被撕裂開，僅僅幾分鐘後，布哈拉號便沉沒。在同一颱風中，還有另一艘名為諾曼德號（Normand）的挪威籍貨船也遭遇事故並沉沒。
船舶的173人中，僅有23人（包括兩名板球代表隊成員）在事故中倖存，倖存者在被沖上姑婆嶼後躲到一所原始小屋避難，待12日被路過的澎湖漁船發現後，被安置於一所寺廟獲當地居民照料。隨後則送往馬公市，倖存者後來被載到臺南市後，當地官員報告給南當稟商道憲顧緝庭觀察，並接獲飭令，要求該地方官員加強安撫和援助。王鎮軍則提供兩百元的救助款項給予倖存者。其他參與救援和救護的人員則在此救援獲得獎勵，隨後由道格拉斯輪船公司的泰利斯號（Thales）則將倖存者們接走，並將他們轉移到英國政府軍艦海豚號（1886年）上返回香港。
英國駐汕頭領事館的任務則是埋葬死者和打撈貨物，他們在事故地點共找到了34具屍體，其中包括四名女性。部份死難者後葬於香港墳場。，中環聖約翰座堂舉行了一場集體悼念會。同年12月，英國領事黑廷斯（Hasting）前往澎湖視察兩艘船隻失事情況。隨後則由英國捐款於當地興建了燈塔，並由香港居民在姑婆嶼上豎立紀念碑。
明治38年（1905年），香港日本總領事轉達香港殖民政府的請求，要求修繕姑婆嶼上的船難紀念碑。澎湖廳則回覆香港政府並提供了書面報告和施工圖，以及修繕工程的費用和施工圖。新紀念碑於明治39年（1906年）4月25日完成修繕工程，共耗費了184圓93錢。
大正5年（1916年），杉山靖憲曾於《臺灣名勝舊蹟誌》記載澎湖14座名勝舊蹟。其中布哈拉號船難紀念碑則被登錄於其中。
1950年代，紀念碑曾遭到中華民國國軍實彈演習時擊中，使方尖碑現狀則遍佈彈孔、部分結構呈現受損狀態。當前該紀念碑尚未有文化資產身份。

## 設計
布哈拉號船難紀念碑採用花崗岩製成的四角錐狀結構，高約17公尺、為島嶼最高點，頂部厚度為一尺，底部厚度為兩尺，底座的每個邊長為四尺，整個紀念碑的高度為一丈四尺。周圍還建有圍牆以進行保護。
碑文誌記如下：

-{erected
by residents in
hongkong
in memory of
those who perished
in the wreck of the
S.S bokhara
on the
10 october 1892}-
香港居民豎立此碑，以紀念那些在1892年10月10日布哈拉號遭難中所喪生的人們。

## 外部連結
- 布哈拉遭難記念碑 - 澎湖知識服務平台 （页面存档备份，存于）